# 重合体の特性
重合体の特性（じゅうごうたいのとくせい）は、重合体 (高分子とも)の物理的・科学的な性質である。こうした特性は、ポリマーの強度、不浸透性、熱安定性、光学的特性など、材料の望ましい特性に関連付けられ、通常はポリマー材料の性能を向上させる目的で特性が評価される。

## 分子間力
ポリマーを構成する高分子鎖の間に働く引力は、ポリマーの性質の大部分を決定づけている。高分子鎖は大変長いので、鎖間に働く力は典型的な分子と比べてはるかに超えて増幅されている。長い分子鎖はほとんど非結晶状態になっている（ランダムに配向している）。ポリマーは絡まったスパゲッティーのような有様で、あるスパゲッティーを引っ張ると、他の鎖は一層絡まり具合がひどくなる。この様な強い力は強い張力と高い融点といった一般的性質に現れている。
ポリマーの分子間力はモノマー単位の分極で決定される。アミド結合を持つポリマーは隣接した鎖の間で水素結合を形成する。鎖の N−H 基上の正電荷の水素原子が、他の鎖の C=O 基の酸素原子に強く吸引される。これらの強固な水素結合は、例えばケブラーの高い張力と高融点に現れている。
ポリエステルでは、C=O 基の酸素間や H–C 基の水素間に双極子間結合が生じる。双極子結合は水素結合ほどは強くなく、ポリエチレンテレフタラート（PET）の融点と強度はケブラーより低いが、ポリエステルは柔軟性が高い。しかし、PET は永久双極子を持たない。ポリエチレン鎖の間の吸引力はファンデルワールス力に起因する。
分子は周囲に負電荷の電子雲をまとっている。2つの鎖が近づくと、それぞれの電子雲は反発する。このことはポリマー鎖の片側の電子密度を低下させる効果があり、そちら側はわずかに正に分極する。この電荷は次のポリマー鎖を実際に引き付けるのに十分である。ファンデルワールス力は非常に弱く、それゆえ、ポリエチレンは低い温度で融解する。

## 熱力学的特性
一般にポリマーにおいて結晶性領域の融点は低分子物質よりも高く、また非結晶性の領域にガラス転移点と呼ばれる擬似相転移温度を示す。特に主鎖に芳香環などが入った分子において、分子間の相互作用が強く融点とガラス転移点が高くなる。
ポリマーは低分子物質と同様に、固体から液体へと相転移する温度、融点を有する。ポリエチレンテレフタレート(PET)の温度を室温から融点まで増加させたとき、熱流束（示差走査熱量測定、DSCの測定値）とエンタルピーの測定によりガラス転移と再結晶化を観測することができる。ガラス状態での昇温過程においてエンタルピー増加の勾配はガラス状態での熱容量に比例する。ガラス転移点と呼ばれる温度になると、高分子の分子運動が増加してPETはガラス状態から過冷却液体状態に変化する。この変化をガラス転移という。ガラス転移においてPETは急激に吸熱し、熱流束は極小のピークを示す。過冷却液体状態では熱容量は液体状態でのそれとなる。これに伴い、エンタルピー増加の勾配は大きくなる。更に昇温を続けると、ある温度でポリマーは結晶化する。PETは発熱し、熱流束は極大のピークを示す。結晶化温度ではエンタルピーは急激に減少し、その後の昇温で再び直線的に増加する。エンタルピー増加の勾配は結晶状態でのものとなる。結晶化温度から融点までのエンタルピーの温度依存性関数は、結晶状態のエンタルピーの温度依存性を表す直線上にある。温度が融点に達するとPETは融解する。融点以上の温度でのエンタルピーは結晶状態での増加直線から液体状態での増加直線上へと移動する。融点ではPETは吸熱し、熱流束は極小を示す。

### 融解
ポリマーにおいて、融解と同時に起こる吸熱反応が生じる温度範囲、DSCにより得られる融点ピークは低分子物質と比べて広い。これは、結晶状態のポリマーは様々な大きさのラメラ構造の集合体であることが原因である。ラメラ構造の融点 Tm はその厚さ l に依存するため、ポリマー中の各ラメラ構造の融点は異なる。このため、ガラス転移点以上でのポリマー結晶はそのラメラ厚分布によって融点が異なる。Tm は次のギブス・トムソン式で表す。
{\displaystyle T_{\mathrm {m} }(l)={T_{\mathrm {m} }}^{0}\left(1-{\frac {2\sigma _{e}}{{\mathit {\Delta }}H_{f}l}}\right)}
ここで、Tm0 は無限大の結晶の融点(平衡融点)、ΔHf は無限大の結晶の融解熱、σe はラメラ結晶の折り畳み面の表面自由エネルギーである。
ラメラ厚は過冷却度(結晶化温度と融点の差)の減少に伴い増大するため、融点直下で結晶化させると、理論上、融点が Tm0 の理想結晶が得られる。しかし、実際は結晶の成長速度も著しく遅くなるため、少なくとも常圧下ではそのような理想結晶は得られない。
ガラス状態からの昇温速度は結晶化温度と、得られる結晶のラメラ厚を変化させる。過冷却液体状態の温度では成長速度の違いはあるが結晶化は起こる。したがって、融点以上の液体状態から、ガラス転移点以上かつ融点以下の温度に急冷し、その温度を維持し続けることにより、結晶化温度に応じたラメラ厚を有するポリマー結晶を得られる。このようなポリマー結晶の融点をラメラ厚の関数として求めると平衡融点を算出することができる。
ポリテトラフルオロエチレンなど、高分子鎖の形態が変化しにくいものの融点は、ポリエチレンなどの屈曲性ポリマーと比較して高い。ナイロンでは水素結合による同一分子鎖内と分子鎖間の架橋が存在するため、高い融点を持つ。

### エンタルピー緩和
ガラス転移点未満かつ近傍の温度でポリマーが熱処理されると、ガラス状態での熱量は低下する。この緩和現象は体積の急激な減少（体積緩和）、あるいはエンタルピーの急激な減少（エンタルピー緩和、enthalpy relaxation）として観察される。このとき、ポリマーの力学的特性は影響を受け、この影響は物理エージング（physical aging）という。
エンタルピー緩和は、DSCによる熱流束の測定では減少ピークとして観測される。例えば、ポリメタクリル酸メチルを高温から 10 °C/min の速度で冷却してガラス状態にし、ガラス転移点以下の 100 °C で6時間熱処理してから室温に戻すと、115 °C を中心に熱流束の極小ピークが観察される。高温から 10 °C/min の速度で室温にしただけの試料では 110 °C あたりで緩やかな段差状の減少傾向を示し、極小ピークは観測されない。
エンタルピー緩和はガラス状態のポリマーが過剰なエンタルピー量を有するために起こる。エネルギー的に最安定であるのはガラス状態ではなく結晶化状態であり、熱処理はガラス状態をより安定なガラス状態へと変換する。また、熱処理をせずとも緩和は非常にゆっくりと常に進行している。より緩和の進行度が高いほど同温度でエンタルピーは低くなり、完全な結晶でのエンタルピー値に近づく。昇温速度や熱履歴などの要素のために、過剰エンタルピー量は同一温度の同一試料であっても異なる。エンタルピー緩和のこの性質は非対称性と呼ばれる。
エンタルピー緩和の実体は高分子主鎖の内部回転運動の励起である。加熱により高分子の内部回転運動が促進され、高分子中の短い局所が安定なコンフォメーションとなる。これにより、高分子の力学特性やポリマー中の低分子物質の拡散定数は変化する。例えば非晶性のポリエーテルイミドではエンタルピー緩和と粘弾性緩和の緩和時間の間に正の相関がある。
エンジニアリングプラスチック(エンプラ)は汎用樹脂よりもエンタルピー緩和が起こりやすい。エンプラにおいて内部回転運動が起こりやすいことが、ガラス状態におけるエンプラの機械的特性を高いものにする要因であると考えられている。ポリマーは内部回転により、衝撃のような急速な応力を含めて外部応力に素早く応答できるため、耐衝撃性などのガラス状態での機械的特性が高いと考えられている。非晶性汎用樹脂のポリスチレンやポリメタクリル酸メチルは衝撃性に乏しいのに対して、非晶性エンプラのポリスルホンやポリエーテルイミドではガラス転移点が高いにもかかわらずガラス状態で機械的特性が優れている。
エンプラのガラス状態と過冷却液体状態における熱容量はガラス転移点とエンタルピー緩和時間に相関する。
ポリマーの緩和エンタルピー量と、ガラス状態での各温度における過剰エンタルピー量はDSCでの熱容量Cpの測定により求めることができる。この試験では、一定の昇温速度でガラス転移領域におけるCpの変化曲線を引く。曲線の傾きとガラス状態でのベースラインとの交点をTgi、過冷却状態でのベースラインとの交点をTgf、ガラス転移点{\displaystyle T_{g}}におけるCpジャンプ（{\displaystyle {\mathit {\Delta }}C_{p}}）が1/2となる温度をTgmとする。次に、熱履歴を消去するために{\displaystyle T_{gf+20}}の温度で5分間保持してから、任意の熱処理温度Taに急冷し所定時間熱処理する。熱処理後に室温に戻し、同条件で昇温と熱処理後熱容量{\displaystyle C_{P(anneal)}}測定を行う。緩和エンタルピー量{\displaystyle {\mathit {\Delta }}{\mathit {H}}_{r}}は次式で表される。
{\displaystyle {\mathit {\Delta }}{\mathit {H}}_{r}=\int _{T_{gi-20}}^{T_{gf+20}}C_{p(anneal)}\mathrm {d} T-\int _{T_{gi-20}}^{T_{gf+20}}C_{p(unanneal)}\mathrm {d} T}
ここで、{\displaystyle C_{p(unanneal)}}は熱処理前の試料の熱容量である。
各熱処理温度での過剰エンタルピー量{\displaystyle {\mathit {\Delta }}{\mathit {H}}_{t}}は次式で表される。
{\displaystyle {\mathit {\Delta }}{\mathit {H}}_{t}={\mathit {\Delta }}C_{p}(T_{g}-T_{a})-{\mathit {\Delta }}{\mathit {H}}_{r}}
{\displaystyle ={\mathit {\Delta }}C_{p}(T_{g}-T_{a})\exp[-(t/\tau )^{\beta }]}
ここで、τはエンタルピー緩和時間、βは非指数関数的パラメーター({\displaystyle \beta <1})である。下式はKohlrausch-Williams-Watts(KWW)の緩和関数によって導かれる。

### 冷却によるガラス転移
融点以上では高分子鎖の熱運動の激化によりレプテーション運動を含め、様々な種類の運動が励起される。高分子鎖はランダムなコンフォメーションを取り、その形態を動的に変化させている。ここからガラス転移点以下に急冷すると、高分子鎖がランダムなコンフォメーションのままで分子運動が凍結することがある。この状態をガラス状態といい、ガラス状態と液体状態の間の状態変化をガラス転移という。ポリマーのガラス転移点は冷却速度によって変化する。
融点からのポリマーの冷却過程において、大きなスケールの運動から凍結される。融点以下の過冷却液体状態では結晶のほうがエネルギー的に安定であるため、多くのポリマーでは結晶化が起こる。しかし、急冷などの特定の冷却条件では、あるいはアタクチックポリマーなど結晶になれない構造のポリマーでは過冷却液体状態においても結晶化しない。結晶化はしないが、高分子の部分鎖によるセグメント運動は緩慢となる。ガラス転移点に近づくほどに、セグメント運動を特徴づける時間は異常に増大する。ガラス転移点ではマクロな時間スケールに到達する。通常の観測時間内では構造は停止しており、液体状態のランダムな構造を保ったまま、運動性がない(十分に低い)状態が現れる。
以上のように、ガラス転移とはセグメント運動の凍結あるいは励起に起因する。したがって、ガラス転移は厳密には相転移ではない。ガラス転移を二次相転移での臨界現象として理解する考えもある。根拠は、ガラス転移点では熱容量の特徴的な変化が観測され、その様子が二次相転移で見られる熱容量変化と類似するためである。
セグメント運動を特徴づける時間 τ の異常な増大は自由体積理論では以下のように理解されている。ポリマー中に、高分子間の空隙として自由体積を考え、その分率を f とする。自由体積分率 f(T) は温度の一次関数として次のように表される。
{\displaystyle f(T)=f(T_{\mathrm {r} })+\alpha (T-T_{\mathrm {r} })}
ここで、Tr をガラス転移点、α を熱膨張係数とする。粘度 η は η = η0 e1/f の式に従うので、高温側からガラス転移点に近づき自由体積が減少すると粘度は著しく大きくなる。その結果、τ も異常な増大を示す。ガラス転移温度となると f(T) = f(Tr) となり、これに対応する時間スケールは十分にマクロになり、ポリマーの分子運動は凍結される。
ポリマーのガラス転移はセグメント運動に起因するため、高分子鎖全体の長さには依存しないと考えられている。一方、高分子鎖末端はセグメント運動に影響を与える。その結果、分子量が十分に大きい場合、ガラス転移点は分子量に依存せず一定値を取る。分子量が小さい場合は、小さいほどガラス転移点も小さい。アタクチックポリスチレンの場合、重合度Nに対して
{\displaystyle T_{\mathrm {g} }={T_{\mathrm {g} }}^{0}-C/N}
に従う。ここで、C = 1.1×103 K, Tg0 = 373 K である。

### 固相転移
ポリマーは大きな内部自由度を持つため、安定な固相状態を複数持つ場合がある。殆どの場合、固相から固相への相転移は一次相転移であり、温度変化による二つの固相間のギブス自由エネルギーにおける大小関係の逆転が相転移を引き起こす。逆転の際に熱流束の減少／増加ピークは生じるため、相転移をDSCにより観測することができる。
n-アルカンはポリマーの固相転移のモデル系である。n-アルカンの分子鎖の対称性は1分子当たりの炭素数によって異なる。炭素数が奇数の場合は斜方晶型（A相）、偶数の場合は単斜晶型が室温での安定な結晶構造である。A相では高分子鎖は平面ジグザグ構造をとり、斜方晶型の格子上に配列する。B層では分子軸周りの180度のジャンプ運動が励起され、分子鎖の方位に関する長距離秩序は失われる。C層になると、分子鎖方向の並進運動が励起され、平均の結晶型が斜方晶型でなくなる。更に、炭素数が9-35の範囲では融点直下に、回転相（D相）と呼ばれる固相が存在する。D相では分子軸周りの回転運動が励起され、平面ジグザグ構造は維持されなくなる。分子軸周りの対称性のため、D相では六方晶的な構造を取る。D相は分子鎖の乱れを大いに含んでいる。このため、D相は結晶よりも液晶に近いとみなされており、D相への転移を前駆融解と解釈する考えもある。以上のように、n-アルカンは最大で四つの固相を持つ。n-アルカンを室温から昇温すると、分子鎖の様々な運動が徐々に励起されることに応じて、A→B→C→Dの順に固相転移が生じる。
ポリエチレンでは、n-アルカンのD相に相当する状態は常圧下で観測されない。しかし、高温高圧の融点直下で、常圧相の斜方晶(A相)から高圧相の六方晶(D相)へ相転移する。分子鎖構造の乱れが熱により励起されることが相転移に関わっていると考えられている。ポリエチレンの高圧相は非常に乱れており、n-アルカンの回転相と同様に結晶相よりも液晶相に近い。このように、低温相からの昇温過程において、六方晶のような対称性の高い高温相へ転移することはポリマー結晶では一般的である。
ナイロン66の結晶において、ブリル転移という特徴的な固相転移が起こる。ブリル転移とは、三斜晶または単斜晶の低温相からの、三斜晶の構造を持つ高温相(疑六方晶)への転移である。結晶の秩序度が高い場合ではブリル転移は一次相転移であるが、乱れを多く含む場合には連続的な構造変化として観測される。また、乱れを多く含みほぼ大気圧下で 192 °C に臨界点を持つナイロン66結晶ではブリル転移は二次相転移である。ナイロン以外に二次相転移を起こす可能性があるポリマーとして、ビニリデン/三フッ化エチレン共重合体結晶がある。

## 力学的特性
ポリマーの最大の特徴は、典型的な粘弾性体であることである。高分子濃厚溶液とポリマー溶融体（高分子濃厚系）はチキソトロピー流体であり、粘度は一定ではない。剪断ひずみ速度が大きくなると粘度は小さくなり流動性は大きくなる。これは、低分子濃厚系はニュートン流体であって粘度は一定であることと対照的である。チキソトロピー性はポリマーの成型加工および、塗料や食品などの工業用品の性能に大きな影響を与える。
ポリマーの力学的特性に影響を与える、高分子の構造に起因する因子として次が挙げられる。
- 分子量および分子量分布
- 分子鎖の架橋と分岐
- 結晶性と、結晶状態での分子鎖骨格の形態(結晶形態)
- 共重合かどうか。共重合ならばその組み合わせと様式
- 配向性
- 充填剤

また、外的な環境因子として次が挙げられる。
- 温度
- 時間、速度、周波数、振動数
- 圧力
- 応力とひずみの振幅
- 応力の種類(引張、圧縮、剪断、静水圧)
- 熱履歴

高分子の物性的な差によって屈曲性高分子、剛直性（棒状）高分子、半屈曲性高分子、塊（球）状高分子という分類ができる。
- 屈曲性高分子 - よく曲がる高分子鎖があり、溶液中では糸まり状
- 剛直性（棒状）高分子 - 高分子鎖が直線状であり持続長が長く硬い
- 半屈曲性高分子 - 屈曲性高分子と剛直性高分子の中間
- 塊（球）状高分子 - 球状の橋架け高分子

### 温度増加による粘弾性緩和

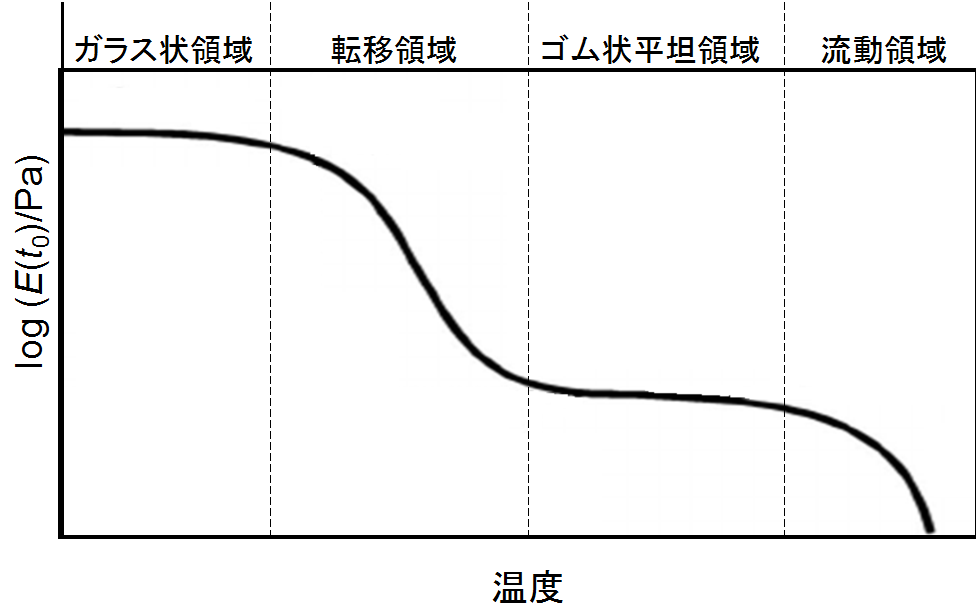
非晶性ポリマー固体の引張緩和弾性率の温度依存性

一般に、引張弾性率 E はポリマーの温度に依存し、σ は温度 T とともに減少する。この減少を粘弾性緩和（英: viscoelastic relaxation、あるいは単に緩和）という。温度増加に伴うEの変化過程にはガラス状領域（glassy state）、転移領域（leathery state）、ゴム状平坦領域（rubbery plateau）、流動領域の4つの段階がある。転移領域では E は1～数GPaと大きく変化しない。転移領域になると E は数MPaまで急激に減少する。ガラス状領域から転移領域への変化をガラス転移 (glass transition) といい、これが起こる温度をガラス転移点 (Tg) という。転移領域ではポリマーは皮革状 (leathery) である。ゴム状平坦領域では E は数MPaで一定となり温度に依存せず、ポリマーはゴム状となる。分子量が大きいポリマー、結晶性ポリマー、架橋ポリマーではこの領域が長くなり、より高い温度まで続く。流動領域では温度増加に伴い E は急激に減少し、ポリマーは高粘度の流動性を示す。
粘弾性緩和の原因は各温度で高分子鎖の分子運動 (molecular motion) が異なるためである。ガラス状領域では高分子のミクロブラウン運動は凍結している。ガラス転移時には、凍結されていた分子運動は局所的に開放され、セグメントのミクロブラウン運動が始まる。流動領域では高分子の絡み合いがほぐれ始め、分子鎖の運動が激しく起こる。分子鎖間の相対位置を変化させるマクロブラウン運動が起こり始め、ポリマーは流動性となる。
ガラス領域と転移領域における粘弾性の挙動は、分子量がある臨界値より大きければ分子量と分子量分布に依存しない。転移領域における速い緩和は、分子全体ではなく分子の一部分の運動に関連しているためである。一方、ゴム状平坦領域と流動領域における挙動は分子量と分子量分布の影響を受ける。分子量が低い非晶性ポリマーでは、転移領域から流動領域への遷移が急激である。架橋ポリマーではゴム弾性により弾性率は温度の増加で僅かに増加するが、架橋の熱分解が起こるまで架橋ポリマーは流動しない。熱分解まで弾性率の低下は観測されない。この分子量・分子量分布依存性は、転移領域から流動領域への遅い緩和が分子全体の運動に依存していることによる。

### 時間経過による粘弾性緩和

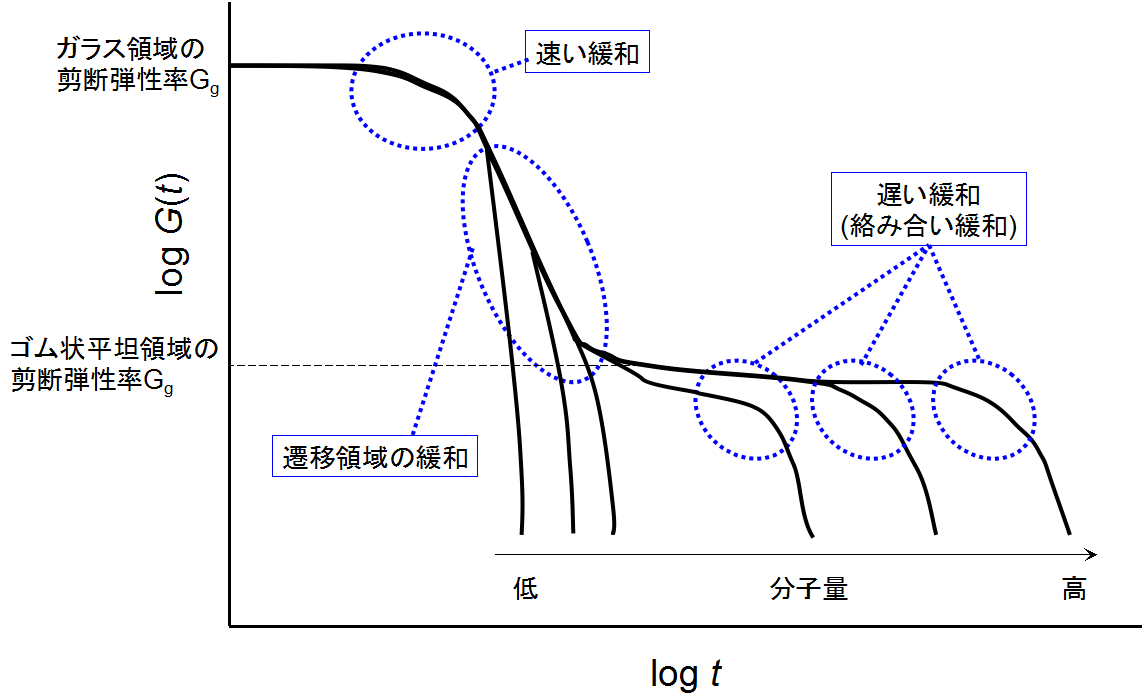
単分散線状ポリマー溶融体の線形剪断緩和弾性率 G(t) の時間 t 依存性

ポリマーの粘弾性は時間にも依存する。温度をガラス転移点（結晶性高分子の場合には融点)以上で一定にして段階的な剪断ひずみγを加えると、剪断応力 σ が時間 t とともに減少する。この減少もまた粘弾性緩和の典型例である。剪断ひずみが小さければ、ひずみに依存しない剪断緩和弾性率 (shear relaxation modulus, G(t))で粘弾性緩和を図示することができる。
{\displaystyle G(t)={\frac {\sigma (t)}{\gamma }}}
高分子か低分子かに関わらず、ガラス転移点以上の温度で剪断緩和弾性率 G(t) は時間経過に伴って急激に減少する速い緩和が起こる。分子量が大きいとき、速い緩和の後に遷移領域の緩和、ゴム状平坦領域への移行、そして遅い緩和が現れる。ゴム状平坦領域では G は分子量に依存しない。しかし、遅い緩和と流動化までの時間は分子量によって異なる。一方、低分子の場合、ガラス転移点通過後すぐの速い緩和過程で G(t) は完全に減衰し、流動化する。このような低分子量の分子を非絡み合い鎖（nonentangled chain）と呼ぶ。

### 動的弾性率
静的粘弾性測定では、力を加えられた瞬間のポリマーの粘弾性変化を評価する。これとは別に、ひずみが一定周波数で与えられたときの粘弾性が求められることもある。動的粘弾性測定法の一つ、強制振動法では振幅 γ0、角周波数 ω でひずみを周期的に（ひずみ-時間関数が正弦波となるように）長時間にわたって物質に加える。このとき、ひずみは γ = γ0 sinωt と表わされる。応力 σ の測定値は、試料が完全弾性体ならばひずみと同位相であり、完全粘性体ならばひずみと π/2 の位相差を持つ。ポリマーのような粘弾性体ならば位相差 δ は 0 から π/2 の範囲に存在する。
- 完全弾性体：{\displaystyle \sigma =\sigma _{0}\sin \omega t}
- 粘弾性体　：{\displaystyle \sigma =\sigma _{0}\sin(\omega t+\delta )\qquad (0<\delta <{\frac {\pi }{2}})}
- 完全粘性体：{\displaystyle \sigma =\sigma _{0}\sin(\omega t+{\frac {\pi }{2}})}

粘弾性体の剪断応力の式は以下のように変形できる。
{\displaystyle \sigma (t)=\left({\frac {\sigma _{0}}{\gamma _{0}}}\cos \delta \right)\gamma _{0}\sin(\omega t)+\left({\frac {\sigma _{0}}{\gamma _{0}}}\sin \delta \right)\gamma _{0}\sin(\omega t+{\frac {\pi }{2}})}
右辺第一項は弾性、第二項は粘性に対応する。それぞれの係数は G′, G″ と表す。
- {\displaystyle G'={\frac {\sigma _{0}}{\gamma _{0}}}\cos \delta }
- {\displaystyle G''={\frac {\sigma _{0}}{\gamma _{0}}}\sin \delta }

弾性的な成分の係数 G′(ω) は剪断貯蔵弾性率 (shear storage modulus)、粘性的な成分の係数 G″(ω) は剪断損失弾性率 (shear loss modulus) と呼ばれる。それぞれ、力を加えられたときに仕事としてポリマーに蓄えられるエネルギー、熱としてポリマーから失われるエネルギーに対応する。剪断貯蔵弾性率も剪断損失弾性率も G(t) と等価な量である。

### 動的粘弾性の分散
動的粘弾性は温度と周波数に依存する。動的粘弾性が温度により変化する挙動を温度分散(英: temperature dispersion)、周波数により変化する挙動を周波数分散(英: frequency dispersion)という。ポリマーにおいて、同一温度ではより大きい周波数で、同一周波数ではより低い温度でより高い弾性率を示す。動的粘弾性の温度または周波数依存性は、動的粘弾性のパラメーターである剪断貯蔵弾性率G′や損失正接tan δ、剪断損失弾性率G″の観測により解析することができる。
周波数が一定でポリマーの温度が連続して増加していくとき、剪断貯蔵弾性率の自然対数log G′は幾つかの特定温度で急激に減少する。同様に、温度が一定で周波数が連続して小さくなっていくとき、log G′は幾つかの特定周波数で急激に減少する。特定温度と次の特定温度、あるいは特定周波数と次の特定周波数の間では変化しない。この特定温度と特定周波数の近傍でtan δとG″は極大値を示す。一般に、G″の極大はtan δの極大よりも低温で観測される。
この特定温度と特定周波数ではポリマーの局所的あるいは全体的な分子運動が活性化される。G″の極大はエネルギーの吸収に対応するので、力学的吸収と呼ばれる。下表に、log G′の減少、tan δとG″の極大が生じる温度での緩和機構を高温側から順に示す。
| 緩和機構                | 説明                                                           | 温度域                     | 活性化エネルギー（kJ/mol） |
| ----------------------- | -------------------------------------------------------------- | -------------------------- | -------------------------- |
| 結晶緩和（αc、α2）      | 結晶相内の分子鎖の熱振動により結晶が粘弾的になる。             | 融点の0.8-0.9倍            | 170-340                    |
| 結晶粒界（αgb、αc、α1） | モザイク晶界面、転移網あるいはラメラ表面における結晶粒界の滑り | Tαc近傍                    | 80-170                     |
| 主分散（α、αa）         | 非晶領域の分子鎖のミクロブラウン運動                           | ガラス転移点近傍           | 170-850                    |
| 副分散（β、γa、γc）     | 結晶および非晶領域における主鎖の局所的ねじれ運動               | ガラス転移点以下           | 40-80                      |
| 副分散（β、γsc）        | 側鎖全体の熱運動                                               | ガラス転移点以下           | 40-120                     |
| 立体異性体緩和          | シクロヘキサンの異性体転移                                     | ガラス転移点以下           | 40-80                      |
| メチル基緩和（ε、δ）    | メチル基の回転緩和                                             | ガラス転移点よりも低い温度 | 20以下                     |

これらの緩和機構は動的粘弾性測定だけではなく、誘電緩和や核磁気共鳴でも観測することができる。このため、動的粘弾性はポリマーの緩和機構を解析することができる。以上のように動的粘弾性測定はポリマーの分子運動の挙動を明らかにする。さらに、ひずみの周波数fを変え、力学的吸収の温度（G″が極大値をとる温度）の逆数とln fをプロットすると、その勾配から活性化エネルギーを算出することができる。

### 粘弾性緩和による相分離
温度の関数としての貯蔵弾性率 G′ あるいは損失正接 tan δ のピーク温度は、ポリマーブレンドや共重合体といった多層系高分子の相分離状態の評価に有用である。ブロック共重合体やグラフト共重合体では、ある構成ポリマーのガラス転移点に温度が達したとき、その構成ポリマーは皮革状やゴム状となるのに対して、他の構成ポリマーはガラス状のままである。この状態の相違により相分離が起こる。
ブロック共重合体やグラフト共重合体で熱による構成ポリマーの相分離が生じたとき、G′ は急激に減少し、tan δ は極大となる。例えば、ポリスチレン (PS) のホモポリマーは 373 K付近、ポリブタジエン (PBD) のホモポリマーは 183 K付近で G′ の著しい低下と tan δ の極大を示す。PSとPBDのジブロック共重合体あるいはグラフト共重合体ではそれぞれのホモポリマーと同じ温度領域で同じ現象が観察される。
ランダム共重合体の場合、相分離は生じない。その組成が 1:1 であれば、PSとPBDのランダム共重合体は、PSとPBDの各ガラス転移点の中間温度で G′ の著しい低下と tan δ の極大を示す。2成分の相を混合させたポリマーブレンドでも同様の現象が起こる。相混合が不均一であれば、tan δ のピークの幅が広くなる。

### ゴム弾性
一部のポリマーはゴム弾性を示す。ガラス転移点以上の温度となるとゴムはガラス状態からゴム状態となり、エネルギー弾性からエントロピー弾性を示す。ガラス状態とゴム状態では張力の温度依存性が変化する。長さを固定したとき、ガラス状態(エネルギー弾性)では温度と張力は比例する。

### ワイセンベルク効果

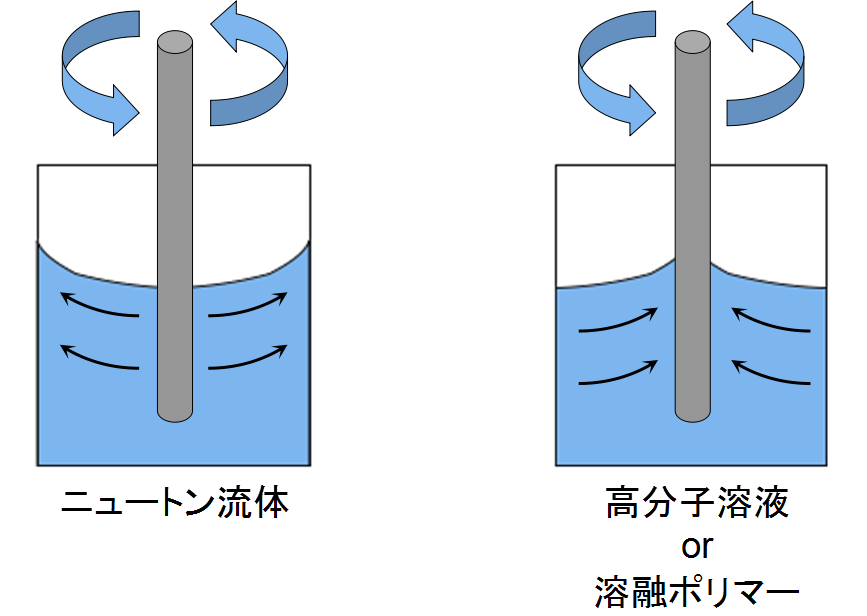
ワイセンベルク効果。ニュートン流体(左)に棒を浸して棒を回転させると、棒に近いほど液面は沈み、あたかも棒を中心に液面がへこむように見える。しかし、濃厚な高分子溶液や溶融ポリマー(右)では、棒に近いほど液面は上がり、液体が棒を這い上がる。液中の矢印は、棒の回転により生じている張力の方向である。

高分子の濃厚溶液やポリマーの溶融体をゆっくり流動させると、流体はわずかに変形するが、流れに沿った(流動方向に平行な)面だけに応力（剪断応力）が生じる。これは、流動方向の平行面と垂直面への応力がほとんど等しいためである。しかし、高速で流動させると流体は流れの方向へと伸長する。このとき、流体は元の形に戻ろうとし、張力が生じる。
高分子の濃厚溶液やポリマーの溶融体に棒の一部を浸して棒を回転させると、液面は棒の近くほど勾配的に上昇する。見掛け上、液体は棒に巻き付きながら這い上がる。この現象をワイセンベルク効果（英: Weissenberg effect）と呼ぶ。これは、棒の回転により液体が流動している部分では張力の合力は内向き(棒に向かう方向)に働くために起こる。ニュートン流体の場合、合力は外向き(棒から離れる方向)に働き、棒の近くほど液面はへこむ。

### バラス効果
成形機の押出機のダイ（押出機出口の口金）から溶融ポリマーを押し出すと、出てきたポリマーの径はダイの径よりも大きい。この現象をバラス効果 (英: Barus effect) またはダイスウェル（英: Die Swell）と呼ぶ。膨張量はダイの径と長さ、押出速度によって変わる。一定の長さまでならダイが長くなるほど膨らみの程度は小さくなり、一定以上となるとポリマーの径は変わらなくなる。バラス効果は、製品寸法を規格通りにしなければならない高分子工業で重要な問題である。

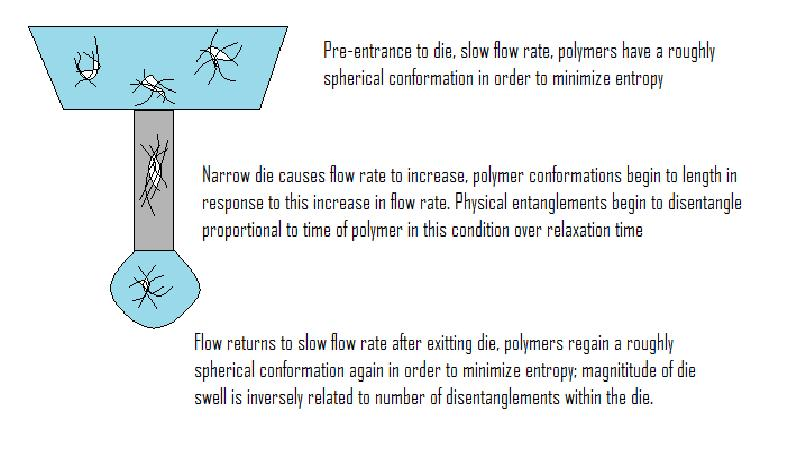
バラス効果の説明

バラス効果の要因は二通りある。一つは、ポリマーはダイを出たあと、ダイを通る前の形に戻ろうすることである。ポリマーはダイを通る前は液体溜めに入っており、液体溜めの径はダイのものよりも大きい。このため、ポリマーはダイよりも大きい径になろうとする。この効果を弾性流入効果という。弾性流入効果はダイが短いときに現れる。ダイが長くなり、ポリマーがダイの径に変形されている時間が長くなると元の形状の記憶が失われていくため、弾性流入効果は小さくなる。
もう一つの要因は張力効果である。ダイを通っている間、ポリマー内部では速度勾配があり、中心部で最も張力が大きく、外側に行くにつれ張力が小さくなる。このため、外側に向けて圧力が生じる。ダイを出た後、この圧力によってポリマーは膨らむ。ダイが短いとき弾性流入効果が、長いとき張力効果がバラス効果の主な要因となる。

## 機械的特性
温度増加、時間経過、あるいは特定周波数によりポリマーは緩和され、最終的に破壊される。このとき、粘弾性特性の変化は顕著に観察される。このため、粘弾性特性の評価により機械的性質、例えば破断強度、摩擦特性、衝撃強度、疲労特性を解析することができる。温度、時間、あるいは周波数を変数としたとき、角周波数 ω と緩和時間 τ の積が 1 となると、弾性率の分散と粘弾性吸収が起こる。

### 破壊包絡線
ポリマーの一軸引張破壊において、破壊時応力 σB と破壊時伸長比 λB の関係曲線は反時計回りの包絡線（破壊包絡線、failure envelope）となる。ここで破壊とは、ゴムなど架橋ポリマーでは破断や切断である。非架橋ポリマーでは、応力印加を止めても復元しないひずみ量が急激に増大したときの状態（破損）である。ただし、非架橋ポリマーにおいて破壊包絡線が観測される条件はひずみ速度が低・中程度のとき、および結晶状態で高速であるときである。
破壊包絡線は温度とひずみ速度によって変化し、かつ時間-温度換算則は成り立つ。温度を低下させたとき、またはひずみ速度を増加させたとき、破壊包絡線は反時計回りに移動する。すなわち、σB に対して λB が大きくなる。σB - λB 曲線が包絡線となるには、破断までの変位が平衡状態に近いときに限られる。高温、または平衡状態に近いような遅い伸長速度では σB - λB 曲線は包絡線と一致する。一方、低温または高速では曲線は包絡線とならなくなる。これは、低温または高速ではネッキングが発生したり伸長が不均一となったりして破壊時応力の測定値のばらつきが大きくなるためである。
ポリマーの破壊包絡線の概形は分子モデルまたは力学モデルである程度予測できる。例えば、分子モデルにはBuecheとHalpinの分子論や古川の擬網目理論があり、力学モデルには畑の並列マックスウェル要素を用いたモデル理論がある。破壊包絡線は、σB を破壊時応力、εB を破壊時ひずみ、G を弾性率、εC を臨界ひずみ、 α を臨界ひずみでのポリマーの分子量ないし架橋密度依存性のパラメータとして、次式で表される。ただし、α ≠ 1 である。この式ではひずみが αεC になったときに材料は全面的に粘性破壊されるものとする。
低ひずみ速度域での粘性破壊様式
{\displaystyle \sigma _{\mathrm {B} }\approx G(\varepsilon _{\mathrm {B} }-\alpha \varepsilon _{\mathrm {C} })}
中ひずみ速度域での粘性破壊様式
{\displaystyle \sigma _{\mathrm {B} }\approx 4G\left(\varepsilon _{\mathrm {B} }-{\frac {3}{2}}\alpha \varepsilon _{\mathrm {C} }\right)}
高ひずみ速度域での粘性破壊様式
{\displaystyle \sigma _{\mathrm {B} }\approx G\varepsilon _{\mathrm {B} }}
高ひずみ速度域での弾性破壊様式
{\displaystyle \sigma _{\mathrm {B} }\approx Ga\left\{{\frac {a}{2\beta (\varepsilon _{B}-a)}}+1\right\}}
ここで、a は界面の切り離れが生じて材料が弾性破壊されたときのひずみ、β は粘度の係数である。ポリマー中の非架橋の低分子量体の粘度を η とすると、高分子量の粘度を βη と表す。

### 衝撃限界速度

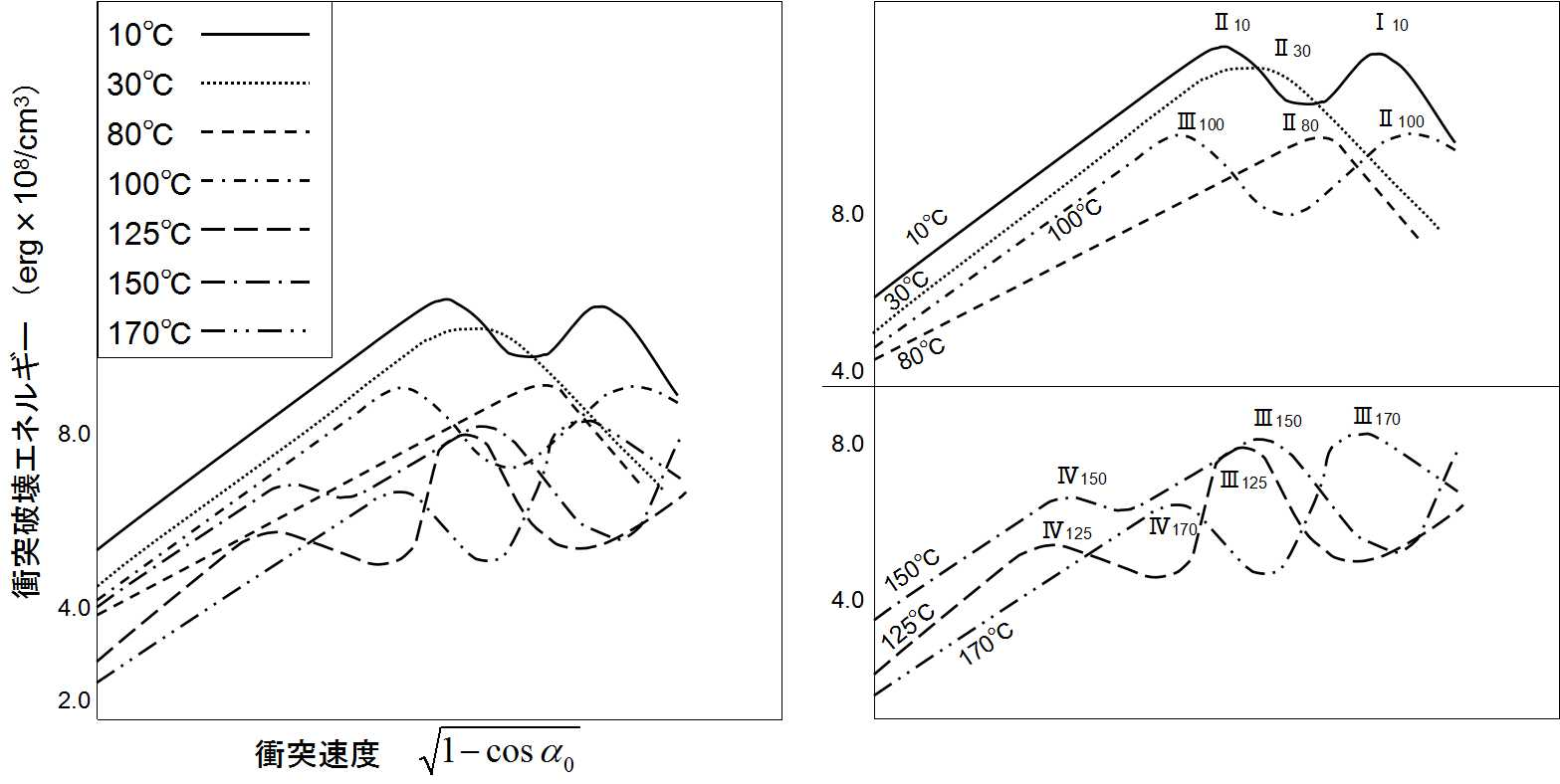
ナイロンの衝撃破壊エネルギーと速度の関係。

ポリマーにおいて、振子型衝撃試験機などでの衝突速度と破壊エネルギーの関係曲線を引いた時、金属やガラスと同様にある速度（衝撃限界速度）で破壊エネルギーは極大値を示し、それ以上の速度では減少する。この減少領域ではポリマーの流動単位は流動を行わなくなり、ポリマーは塑性変形をしなくなると考えられ、結果、限界速度より高速側でポリマーは脆く、低速側で強いと考えられている。
衝撃限界速度の存在は金属と同様であるが、衝撃限界速度に達するまでの、低速度域から速度を増大させていった時のポリマーの挙動はより複雑である。この挙動によりポリマーは2種類に分けられる。一つ目は、速度の増大とともに破壊エネルギーが増大するグループである。結晶化または配列化に起因する衝撃限界速度が、動的試験の速度範囲よりも低速側にずれている場合にみられる。天然絹糸、ビスコース人絹、セラニーズ人絹、銅アムモニヤ人絹、オーロン、熱処理ナイロン、熱処理アミラン、ビニロン、延伸したフィルムが一つ目に該当する。二つ目では、低速度域では速度の増大とともに破壊エネルギーが減少し、極小点が現れてそれ以降、衝撃限界速度まで破壊エネルギーが増大する。結晶化または配列化に起因する衝撃限界速度が、静的試験の速度範囲と動的試験の低速域との間に存在する場合、二つ目の挙動が現れる。ラミー、木綿、未熱処理ポリアミド、無配列化ポバール、ある種のフィルム(硝酸繊維素、酢酸繊維素、ポリスチロール、酢酸ビニルなど)が属する。二つ目のグループも、測定温度か重合度を変化させ、衝撃限界速度を高速域に移動させると二つ目の挙動を示す。逆に一つ目のグループを二つ目に変化させることもできる。
一般的にポリマーでは、ある種の転移温度以上で別の衝撃限界速度が新たに出現する。例えば、ナイロン繊維では10℃から170℃の測定範囲では衝撃破壊エネルギーと速度は右図のような関係となり、温度により4つの衝撃限界速度のいずれかが観測される。10℃ではⅠ10とⅡ10の2つの衝撃限界速度が観測される。30℃ではⅠ10は高速側の観測範囲外に移動して現れず、Ⅱ10はⅡ30へと高速側へ移動する。Ⅱ30はⅡ80→Ⅱ100と高温になるにつれて高速側へと移動する。100℃では3つ目の衝撃限界速度が現れ、高温になるにつれてⅢ100→Ⅲ125→Ⅲ150→Ⅲ170と移動する。125℃では4つ目の衝撃限界速度が観測され、Ⅳ125→Ⅳ150→Ⅳ170と移動する。同様の衝撃限界速度の転移現象は酢酸繊維素の繊維とフィルムで確認されている。
ポリマーにおいて衝撃限界速度 Vb は次式で求められる。
{\displaystyle V_{\mathrm {b} }=A'e^{-{\frac {C}{T_{\mathrm {b} }}}}}
ここで、A′ と C は定数、e はネイピア数、Tb は脆化温度である。上式は金属においても成り立ち、金属の場合において Tb は衝撃限界温度である。衝撃限界速度における破断点（衝撃限界時間）tb は次式で表される。
{\displaystyle t_{\mathrm {b} }=Ae^{\frac {E}{RT}}}
ここで、A は定数、E は活性化エネルギー、R は気体定数、T は絶対温度である。また、酢酸繊維素、銅アンモニア人絹、ビスコース人絹において、平均重合度 p と tb の間に次の関係が成り立つ。
{\displaystyle \log t_{\mathrm {b} }=B+D{\bar {p}}^{\frac {1}{2}}}
ここで、B と D は定数である。可塑剤が加えられている場合、tb は変化する。このとき、酢酸繊維素と各種フタル酸エステルにおいて、可塑剤の重量含有率 W と tb の間に次の関係が成り立つ。
{\displaystyle \log t_{\mathrm {b} }=\log t_{\mathrm {b0} }-W\left(m+{\frac {E_{2}-E_{1}}{RT}}\right)}
ここで、tb0 は可塑剤無しでの衝撃限界時間、m と E1 は定数、E2 は高分子の活性化エネルギーである。ジオキサン中での酢酸繊維素の延伸物において、延伸度 S と tb の間に次の関係が成り立つ。
{\displaystyle t_{\mathrm {b} }=Ge^{\frac {E-nS}{RT}}}
ここで、G と n は定数である。

### 衝撃強度
ポリマーにおいて、衝撃破壊に至るひずみが小さい場合、衝撃強度は線型粘弾性と相関し、衝撃強度は高分子の緩和と密接に関連する。例えば、ポリプロピレンの衝撃強度は、低温からガラス転移点（主分散が生じる温度）に向かって増加する。副分散の発現温度が非常に大きい場合、ガラス転移点以下であっても副分散の発現温度に向かい衝撃強度は急上昇する。これは、高分子の緩和部位が衝撃を吸収するため、運動体積が大きくなった分子運動が外部からのエネルギーを吸収するためと考えられている。
副分散での衝撃強度の増加はビスフェノールA-ポリカーボネート（BPA-PC）において観察される。ポリカーボネートのガラス転移点は 423 K と高いが、副分散は 120–220 K で生じる。この温度域では剪断損失弾性率 G″ の急上昇があり、粘弾性吸収が生じる。衝撃強度もここで急激に増加する。対して、降伏強度は G″ の増加に伴って激しく減少する。温度が G″ の極大点よりも増加して G″ が減少していくと、衝撃強度と降伏強度は緩やかに減少する。一方、ポリスチレンは低温で大きな粘弾性吸収が存在しないため、衝撃強度は低い。
衝撃強度はポリマーの結晶化度や吸湿度と関連する。610ナイロンフィルムにおいて結晶化度15-40%の範囲で抗張力と降伏値は結晶化度に正比例するのに対して、衝撃強度は結晶化度の増加に伴い減少する。抗張力、降伏値、衝撃強度のいずれも吸湿度の増加によって減少する。チーグラー法ポリエチレンやポリオキシメチレンにおいて球晶が大きいほど衝撃強度は小さくなる。これは、球晶が十分に大きいとき、衝撃による脆性破壊は球晶の界面から生じるためである。球晶の大きさは融点130℃から122度までの冷却速度によって決まり、成形時の冷却速度を大きくすることで衝撃強度は増加する。

### 摩擦特性
ポリマーの摩擦特性は粘弾性の特性に依存する。アクリロニトリル・ブタジエンゴム（NBR）の一面をガラス面と摩擦接触させ、各温度で 1.0×10-4-1.0cm/s の範囲で滑り速度を変えて動摩擦係数 μ を測定すると、滑り速度の常用対数 log V と μ の関数は特徴的な曲線を示す。log V の増加に伴い μ は、20 °C 以上で増加し、0 °C 以下で減少する。5–10 °C では正の極大点がある。
ここで、横軸を log V で左を減少、右を増加方向とし、縦軸を μ で下を減少、上を増加方向とする。20 °C での曲線を基準として、それより高温での曲線を左へ、低温での曲線を右へ横軸に平行移動させると、1本の合成曲線が得られる。このときの横軸に沿う移動量は基準温度の関数としてWLF式に従う。同様の結果は天然ゴム、スチレン・ブタジエンゴム、ブチルゴム、およびそれらのカーボンブラック充填ゴムでも成り立つ。また、この合成曲線でガラス転移点をほぼ確実に予測することができる。

### 非ゴム材料の疲労特性
ポリマーを含む固体材料はひずみを繰り返し長時間与えられるといずれ破壊される。この現象を疲労という。ポリマーはひずみを与えられると内部で発熱を生じ、動的粘弾性を変化させる。動的粘弾性の急激な変化は疲労破壊とその直前で観察される。
ポリマーにひずみ（引張と圧縮）を繰り返し与えると、引張貯蔵弾性率 E′、損失正接 tan δ および表面温度上昇量 θ（表面温度と周囲温度の差）は時間との関数曲線を示す。ひずみの振幅が小さい、周囲温度が低い、または周囲への放熱が良好な場合、脆性破壊が起こる。疲労開始の初期で表面温度は定常温度まで増加し、以降、θ は脆性破壊まで一定の値を保つ。E′ と tan δ は破壊直前までは一定で、直前で E′ は急上昇して極大を、tan δ は急減少して極小を示す。その後、僅かな時間で E′ は極大値から急減少し、tan δ は極小値から急上昇してポリマーは脆性破壊される。この過程の大部分は、クラックが巨視的に成長していない段階で進む。クラックの成長は E′ の極大直後から始まり、脆性破壊までの僅かな時間で急激に起こる。この E′ の極大化と tan δ の極小化は高分子の局所的な配向、あるいは物理的劣化に対応していると考えられている。
ひずみの振幅が大きい、周囲温度が高い、またはポリマーが断熱環境にある場合、延性破壊が起こる。延性破壊では破断面の塑性変形が顕著である。破壊まで E′ は減少し、tan δ と θ は増加する。ポリマーの延性破壊はポリマー内部の温度上昇と起因すると考えられている。
主分散温度が室温より 20–40 K ほどであるポリマーの場合、延性破壊の原因となる条件が与えられると、表面温度が主分散となったときにポリマーは著しく軟化して破壊される。この現象を熱破壊と呼ぶ。
単純引張疲労
単純引張または圧縮の場合、引張軸から45度の方向の面に最も大きな負荷が生じる。比較的強い（粘りのある）ポリマーの引張破断面は45度となるか、最大主応力と最大剪断応力の比が二倍となり破断面は直角となる。脆いポリマーでは引張破断面は引っ張り軸から垂直になる。圧縮の場合、最大主応力と最大剪断応力の比が二倍となり、圧縮破断面は軸と平行に生じる。
V字の切り込みがある丸棒に引張りを加えた場合、切り込み方向、軸方向、円周方向にそれぞれ応力が生じる。それに加えて、最大剪断応力が切り込みの谷先端部から棒内部に進行する。
単純捻り疲労
単純捻りの場合、軸に直角または平行な面上で最大剪断応力が生じ、軸と45度をなす面上において直角な引張応力と圧縮応力が働く。脆いポリマーでは主応力と直角方向(軸と45度方向)に破断面が生じる。一方、粘りのある材料では最大剪断応力方向(軸と直角方向)に破断する。一般的に剪断方向への破断が多い。
単純曲げ疲労
単純曲げでは、軸上の引張側に最大主応力が生じ、破断面はこの主応力に直角である。ただし、軸の引張側の表面では応力は単純引張と同じ状態となり、同様の形態の破壊が起こる。

### ゴム材料の疲労特性
ゴム材料では疲労による内部構造の変化は、充填剤と高分子との界面における不均一構造の変化や高分子同士の絡み合いの減少に由来する。疲労特性の評価の中心は損失正接の温度依存性となる。この点で、粘弾性の変化が中心であるプラスチック材料の疲労特性評価と異なる。
カーボンブラック補強加硫ゴムの内部構造における、高分子で構成された部分は次の3つの相に分かれる。
A相
カーボンブラック粒子から離れており、高分子は比較的自由に動くことができる。相全体は常温で液体状態であり、ゴムに柔軟性を与える。
B層
架橋した高分子の集まり。
C層
カーボンブラックとの界面およびその周辺。高分子の運動はカーボンブラックとの相互作用により束縛されている。相全体は常温で順ガラス状態であり、A相よりも硬い。ゴムはC層の硬い構造により補強され、弾性率などの力学的性質は大きな影響を受けている。
カーボンブラック補強加硫ゴムが外力による変形を繰り返すとA相とC相は構造変化する。A相は変形を受けると高分子が緊張し、その張力により高分子の絡み合いや弱い分子結合が部分的に失われる。すると、高分子の運動が活発になり、A相のエントロピーは増大する。一方、C相において繰り返しの変形は相を安定化させ、分子間相互作用を増大させる。そして、C相はより稠密な構造となる。
構造変化により、充填剤入りゴムは疲労を進行させ、その動的粘弾性の特性を軟化へと変化させる。疲労が進行するほど同じひずみでの動的弾性率（貯蔵弾性率と損失弾性率）の値は小さい。また、一般にポリマーの動的貯蔵弾性率はひずみの増加とともに減少するが、疲労回数が大きいほど充填剤入りゴムの動的貯蔵弾性率の下げ幅は低下する。これは、充填剤入りゴムの疲労が弾性率のひずみ依存性を低下させ、ゴムを軟化させていることを表す。また、A相で網目を形成する弱い物理結合の数は、疲労回数の増加により減少する。
ガラス転移領域での損失正接の温度依存性はゴム分子中の緩和成分の分布を反映する。また、ガラス転移での損失正接の極大値はゴム分子中の無定形領域の存在分率に比例する。したがって、疲労の進行によるA相の弱い物理結合の減少は緩和成分の分布を低下させる。同時に、損失正接のピーク幅(半値幅)は狭くなり、高さ(極大値)は増加する。また、損失正接が極大値を示す温度は低くなる。以上のように、充填剤入りゴムの疲労のパラメータには動的貯蔵粘弾性、損失正接の極大値と半値幅、極大値温度がある。

## 電磁気学的特性

### 誘電緩和
ポリエチレンのような無極性ポリマーでは、分子構造上の分極以外に可動性の電荷は存在しないため、光学領域以下では誘電率の周波数依存性はほとんどない。温度依存性については膨張係数のみが関与し、温度とともに誘電率は減少する。高分子中に極性基が無ければ、誘電率は主に電子分極率に影響され、屈折率の平方に近い値をとる。
高分子に大きな双極子があると、高温では双極子が電界により回転するので、温度の増加に伴い誘電率も増加する。ただし、高分子の官能基の回転運動には粘性的な摩擦力が働く。ある温度以下の低温では、誘電率の増加に寄与するほどの回転運動はこの摩擦力によって抑制されて起こらない。誘電率の増加には一定以上の高温が必要である。例えば、ポリ酢酸ビニルなら誘電率の増加はガラス転移領域の室温付近から始まる。これは、主鎖のミクロブラウン運動によりC=O双極子がある程度自由に動けるようになるためである。
非晶性の極性ポリマーでは低温において分子鎖の運動はガラス状態で凍結している。その状態から温度が増加すると、あるいは低周波数となると様々な種類の分子運動が順に解放されていく。開放が起こると双極子運動が増大するため誘電率の増加が生じる。低温側あるいは高周波数側から順に、非晶鎖の末端分子熱運動に対応する局所緩和、側鎖の双極子の回転、主鎖のミクロブラウン運動による大きな変化、主鎖方向のモーメントによるノーマルモード、不純物イオンの解離に伴うイオン電導による緩和が観測される。
上記の緩和に加えて、結晶性の極性ポリマーならより高温で結晶緩和や融解による誘電率の変化が起こる。見掛けの活性化エネルギーはメチル基緩和で数kJ/mol、側鎖緩和で 80–120 kJ/mol、主鎖の局所緩和で 40–90 kJ/mol、主分散で 100–800 kJ/mol である。

### 低温での誘電緩和
ガラス転移点以下の低温において、無定形ポリマーは全体的にガラス状態となり、結晶性ポリマーは結晶とガラスの混合系となる。この状態においても高分子鎖は局所的に熱運動しており、結晶中の欠陥を反映した誘電緩和が見られる。また、ポリマー中に含まれる残留モノマーや不純物、水分、安定剤などの低分子は誘電緩和に関与する。多くの場合、高分子に結合した不純物がガラス転移点以下での緩和を引き起こす。この結合は、不純物がモノマーの重合中にモノマーに結合したり、高分子が酸化したりなどして導入される。
高分子鎖の側鎖による内部回転は緩和(側鎖緩和)の引き金の一つである。無定形ポリマーでは、側鎖全体による側鎖緩和(第一側鎖緩和)温度より低温で、側鎖の一部だけでの内部回転緩和(第二側鎖緩和)が現れることがある。側鎖緩和の例として、ポリメタクリル酸メチルやポリオレフィンの多くの種類において、多数の温度領域での誘電緩和の原因であることが推定されている。
運動単位がプロトンであるときは、低温において熱活性化ではなくトンネル効果による運動が起こることがある。4.2 K といった極低温においてポリエチレンの誘電損失は周波数に依存しており、この現象は、Phillips によるプロトンのフォノン援助トンネル効果理論（theory of phonon-assisted tunneling）により説明することができる。ポリエチレンが誘電損失を起こす周波数 fr は温度に比例し、同一温度で二つある。例えば 4.2 K のポリエチレンにおいて約 4 kHz と約 1 MHz に誘電損失がはっきりと観測される。低周波損と高周波損のどちらの fr も次の温度 T 依存式で導かれる。この式は、プロトンのトンネル効果によるポテンシャルの移動を仮定している。
{\displaystyle f_{\mathrm {r} }={\frac {8b^{2}{\Delta _{0}}^{2}kT}{\pi ^{2}\hbar ^{4}\rho {v_{\mathrm {s} }}^{5}}}}
ここで、k はボルツマン定数、ℏ は換算プランク定数、ρ は密度、vs は音速、2Δ0 は基底状態のエネルギー準位の分割、b は二つの誘電損失でのエネルギー差（の1/2）がフォノンひずみによって変化する割合である。トンネル効果の原因であるプロトンの実体は現在のところ、酸化によって導入された水酸基かカルボン酸であると考えられている。これらの官能基はポリエチレンの酸化か、酸化防止剤などの添加剤に由来する。添加剤を含まない高密度ポリエチレンを酸化させたとき、酸化時間（融点直上の温度で空気中に曝す時間）が長いほど誘電損失の程度は大きくなる。酸化させなければ誘電損失は観測されない。このことは、酸化時間が長くなるほど、損失正接 δ の周波数依存曲線におけるピークの極大点が大きくなることで観測できる。酸化ポリエチレンの低周波損は結晶中の水酸基により、高周波損は非晶中の水酸基により引き起こされると推測されている。
フェノール系の酸化防止剤は極低温での緩和に影響を与える。高密度ポリエチレンに種々のフェノール系酸化防止剤を添加すると、誘電損失が現れる。高密度ポリエチレンは酸化させずに添加剤を入れなければ誘電損失は観測されない。種々のポリオレフィンのポリマーにこのような低分子を添加したとき、 fr は上記の温度依存式に従う。
プロトンのトンネル効果はポリメタクリル酸メチルにおいて、低温（低周波）でのα-メチル基の回転による粘弾性緩和（γ緩和）にも影響を与える。
フェニル基やピリジン基などの剛直な官能基は低温での高分子の運動に複雑な挙動をもたらす。剛直な官能基を持つポリマーは低温で誘電損失が観測される。例えば、主鎖に剛直な官能基が直接結合しているポリスチレンやポリ（4-ビニルピリジン）、ポリ（2-ビニルピリジン）、ポリ（L-フェニルアラニン）は 80 K 以下で誘電損失を示す。しかし、長い側鎖の先端に剛直な基を持つポリ（γ-ベンジル-L-グルタメート）はこの低温域に誘電損失を示さない。

### 圧電性
ポリマーは、非対称な電荷構造を持つとき、または光学活性な分子構造を持つとき、圧電性を示す。前者（電石）にはペルフルオロ(エチレン・プロピレン)共重合体（FEP）や、コロナ放電や電子線照射により電荷を注入したポリプロピレンがある。極性ポリマーや強誘電性ポリマーに電界を印加して双極子を配向させたものも電石である。一方、後者の代表例は生体高分子(骨、タンパク質、多糖類、DNA)である。
通常の極性ポリマーのフィルムでは分極処理（英: poling）によって膜面に垂直に双極子が配向されると電石となり、その方向に電荷変化は起こる。したがって、ポーリングされた極性ポリマーフィルムに力が加えられると、配向方向に分極は生じる。力がどの方向であろうと、分極の方向は配向方向に限定されている。このため、極性ポリマーの圧電率は、主に応力方向の3成分で表される。また、極性ポリマーの圧電率と焦電率は残留分極（配向できる双極子の大きさと密度）に比例する。一方、光学活性ポリマーはポーリングされずとも、延伸されると分極活性を示す。光学活性ポリマーのフィルムは剪断応力を受けると膜の垂直方向に電荷を生じさせる。このため、圧電率は主に剪断方向の1成分のみで表される。光学活性ポリマーの圧電率と焦電率は、非対称変形できる双極子の大きさと密度に比例する。

### 強誘電性
外部電界の非存在下でも分極（自発分極）が生じており、かつ分極方向が外部電界で変化する物質を強誘電体という。強誘電体の分極には分子双極子によるものとイオンによるものとがあるが、ポリマーの場合、共有結合が主であるため、その強誘電性は分子双極子による。また、ポリマーの強誘電体はポリマー結晶、液晶および溶液で見いだされている。
強誘電性の発現は結晶または液晶構造が秩序性と不秩序性の両方を持つことを条件とする。ここでの秩序性とは、双極子が規則的に配向した分極構造が安定していることである。不秩序性とは、この分極構造の安定性が絶対ではなく、ある分極構造から別の分極構造に転移し得ることである。この不秩序性ゆえに、強誘電体において分極の反転および高温による分極の消失が起こり得る。ポリマーは、融点以下では非晶領域と10nm程度の厚さのラメラとの混合系であり、微視的には分極構造はラメラに限られる。従って、ポリマーの自発分極は結晶化度に比例する。
ポリフッ化ビニリデン(PVDF)は(-CH2CF2-)の繰り返しから成り、単位当たり約2デバイの双極子能率を持つ。分子鎖がトランスコンフォメーションと平行なパッキングをとると、双極子は一方向に配向し、PVDFはⅠ(β)型と呼ばれる分極構造の強誘電性結晶を形成する。Ⅰ(β)型は多くの結晶型を持ち、不秩序性の内包を示唆する。PVDFの結晶型はTT型、T3GT3G型、TGTG型の3種類のコンフォメーションで構成される。水素原子とフッ素原子の大きさはあまり変わらないため、どのコンフォメーションも安定である。
PVDFは主鎖との直角方向に双極子モーメントを持つ。双極子の反転は結晶全体の回転ではなく、鎖方向（長軸方向）に沿った主鎖の回転ではなく、個々の分子鎖の主鎖周りの180度回転によって起こる。このように、双極子を主鎖に直角に持つ高分子では、鎖方向（長軸方向）が共有結合で制限されて回転自由度がないため、鎖周りの回転による自由度が強誘電性の発現に関係する。この回転運動は、構成原子の大きさが適度であり、分子鎖の形が円柱に近いために可能となる。PVDFを含むポリマーの強誘電性に原子や官能基の大きさが重要であることは、ファンデルワールス力による近距離相互作用がポリマーの強誘電性の主因であることを意味する。一方で、PVDFの双極子におけるローレンツ係数と局所電場は結晶化度に関わらず0に近く、自発分極に対するクーロン力による寄与は小さい。このことは、低分子物質の強誘電性において、クーロン力による遠距離相互作用が本質的に重要な役割を果たすと考えられている点と対照的である。
ポリマー全体での分極の反転の過程は、低分子誘電体と同様に核生成成長モデルで理解されている。このモデルでは、自発分極と反対方向の電界が与えられたときに、物質全体の分極が同時に反転するのではなく、物質内に局所的に分極を反転させた分子が現れ、それが核となって周囲の分子の分極を反転させ、最終的に反転現象を物質全体に拡大させる。PVDF系高分子の場合、この核生成と成長は次の3つの過程に分けられる。最初は、反転分子から非反転分子へのキンクの伝搬である。PVDFではこの伝搬速度は10m/s以上であり、10nmの分子鎖は1ns以内に反転する。次は、分子鎖の反転のラメラ内での伝搬である。この伝搬はラメラの分子鎖の長軸方向に垂直な二次元の面内で起こる。この過程が分極反転の律速段階であると考えられている。最後はラメラ間での伝搬である。
強誘電性ポリマーは、外部電場に対する抗電場が強く、分極の反転に必要な電場が非常に大きいという特徴を持つ。PVDFの場合、室温で50MV/m、ガラス転移点で100MV/mを要する。核の発生場所は結晶と非晶の界面であると考えられている。ガンマ線照射により非晶部が架橋されると分極反転時間が長くなる。
フッ化ビニリデンとトリフルオロエチレンの共重合体P(VDF/TrFE)は強誘電性を示す。PVDF単体では最安定なコンフォメーションはTGTG型であったが、共重合体ではTT型となる。キュリー点以上では共重合体でTT型、T3GT3G型、TGTG型の3種類のコンフォメーションが不規則に混在する。
以下の表に強誘電性の高分子を示す。
| 高分子                     | D-E履歴曲線 | 強誘電体への転移点 | 圧電性・焦電性 | 強誘電体の形態 |
| -------------------------- | ----------- | ------------------ | -------------- | -------------- |
| PVDF                       | 有り        | 無し               | 有り           | 結晶           |
| P(VDF/TrFE)                | 有り        | 有り               | 有り           | 結晶           |
| 奇数ナイロン               | 有り        | 無し               | 有り           | 結晶           |
| ポリウレタン               | 有り        | 無し               | 有り           | 結晶           |
| ポリ尿素                   | 有り        | 無し               | 有り           | 結晶           |
| シアン化ビニリデン共重合体 | 有り        | 無し               | 有り           | 非晶           |

ポリマーの強誘電性において層法線方向に対する分子長軸の傾き角、螺旋ピッチ、応答時間、自発分極は重要な物性である。低分子物質と異なり、ポリマーの傾き角は、スメクティックA相(SA)とカイラルスメクティックC相(SC*)の転移領域で温度に強く依存する（エレクトロクリニック (EC) 効果）。ポリマーでEC効果が顕著である理由は、分子量分布が大きいため、相の共存領域が広いためであると考えられている。外部電界の印加から自発分極への応答はポリマー液晶において低分子結晶と3桁以上遅い。また、低分子結晶と比べてポリマー液晶の応答速度の温度依存性は大きい。高温から低温まで応答速度はミリ秒から秒へと3桁以上変化する。

### 電導性
電導性ポリマー (conducting polymer) には、高分子自体が電導性であるものと、金属、炭素、導電性繊維などの電導性の添加剤を加えられたものとがある。前者には、主鎖にπ結合を含んで共役系を形成する高分子がある。π結合は非局在化したπ電子を有し、π電子は共役系内を自由に動けるため電荷担体（キャリア）として働き、電流が流れることを可能にする。π共役系をもつ官能基として典型的なものはベンゼン環であり、導電性高分子の多くは芳香族である。ただし、高分子鎖中で隣同士の共役系がアミド基やイミド基に遮られている場合、その高分子は絶縁性を示す。一方、絶縁性高分子において主鎖の結合様式は飽和結合のσ結合である。この結合では電子は二つの原子に共有されていため、これら原子を離れて分子鎖中を自由に動くことはできない。
主な電導性ポリマーを以下に示す。
- ポリチアジル（英語版）
- ポリアセチレン
- ポリフェニルアセチレン
- ポリピロール
- ポリチオフェン
- ポリセレノフェン
- ポリパラフェニレン
- ポリパラフェニレンサルファイド
- ポリパラフェニレンセレナイド
- ポリパラフェニレンビニレン
- ポリパラアゾフェニレン
- ポリアニリン
- ポリアセン類

一般に材料の電導性はキャリア移動度 μ とキャリア密度 n で決まる。n は特に禁制帯幅 Eg に指数関数的に依存し、Eg が小さいほど n は大きい。σ結合の高分子であるポリエチレンの禁制帯幅は Eg = 8.5 eV と広いため、n は極端に小さく、絶縁性である。可視光領域ではエネルギーは低いため、ポリエチレンは可視光を吸収せず、無色である。一方、二重結合を結合一つおきに持つ共役系が発達した高分子では、Eg は低いために導電性である。また、導電性高分子は可視光を吸収し、Egに対応した色を呈する。例えば導電性のポリチオフェンの禁制帯は Eg = 2.1 eV と狭いため短波長の可視光を吸収し、赤に発色する。
高分子の Eg は共役系が長くなるほど小さくなる。ただし、ポリチオフェンやポリアセチレンなどの鎖状の電導性高分子では、パイエルス転移により Eg の小ささは有限でありポリマーは半導体であるものが多い。パイエルス転移は一次元的な構造により生じる。高分子間の相互作用が強くて一次元性が弱いとパイエルス転移は抑えられ、ポリマーは金属性を示す。ポリチアジルは鎖間の相互作用を強くし、半金属性であり、極低温では超伝導体となる。ポリアセンでは鎖間の相互作用は極端に強く、金属の電導性をもたらす。
絶縁体や半導体の鎖状共役系高分子に電子ドナーまたは電子アクセプターをドープすると、電導率は十桁以上に大幅に上昇し、絶縁体-金属転移が生ずる。例えば、ポリアセチレン単体は絶縁体であるが、ポリアセチレンにアクセプターのヨウ素分子または五フッ化ヒ素がドープされると、それぞれ 500, 1200 S/cm の電導度が得られる。ドナーにはアルカリ金属(リチウム、ナトリウム、カリウムなど)やテトラブチルアンモニウムなどが含まれる。アクセプターにはハライド(ヨウ素分子や臭素分子など)やルイス酸（五フッ化ヒ素、三フッ化リン、三酸化硫黄など）、遷移金属化合物など（塩化鉄など）が含まれる。ドナーによるドープをn形ドープ、アクセプターによるドープをp形ドープと呼ぶ。絶縁体-金属転移は可逆である。また、この転移によりポリマーの光学的性質、磁気的性質、熱力学的性質なども劇的に変化する。
下表に、ポリマーへのドーピングによる電導率の変化を示す。
| 高分子                   | ドーパント        | 電導率    |
| ------------------------ | ----------------- | --------- |
| トランス型ポリアセチレン | 無                | 1.0×10−5  |
|                          | ヨウ素分子 I2     | 1.2×104   |
| シス型ポリアセチレン     | 無                | 1.0×10−10 |
|                          | 五フッ化ヒ素 AsF5 | 3.5×103   |
| ポリパラフェニレン       | 無                | 1.0×10−17 |
|                          | 塩化鉄 FeCl3      | 7.0×100   |
| ポリフェニレンビニレン   | 無                | 2.0×10−14 |
|                          | 硫化水素 H2SO4    | 5.0×103   |
| ポリチェニレンビニレン   | 無                | 1.0×10−9  |
|                          | I2                | 1.0×100   |

導電性ポリマーのフィルムを延伸すると導電性が向上する。例えば、前述のドープされたポリアセチレンを3倍まで延伸すると、電導率は 3000 S/cm まで上昇する。ヨウ素分子でドープしたものを10倍近く延伸すると、20000 S/cm を超す電導率が得られる(ナールマン法)。

### 光導電性
ポリマーの両端に電圧をかけながら光を照射すると、導電性が向上することがある。この性質を光伝導性 (photoconductivity) という。光伝導性ポリマーでは光照射によって電子(多くの場合にHOバンドの頂上付近)がLUバンドの底付近に励起して電子-正孔対（e-h対）が発生し、これらが分離して導電キャリアとなる。一般に光伝導性材料にはe-h対を発生させるキャリア発生層と、その移動のためのキャリア移動層の2種類の部位がある。これら部位の両方が一つの材料の中に存在するCGL/CTL共通型と、分離している代表的なCGL/CTL共通型は、ポリ-N-ビニルカルバゾール（PVK）やポリジアセチレンを用いた材料である。CGL/CTL分離型として例えば、CGLの2,4,7-トリニトロフルオレノンと、CTLのPVKの組み合わせが用いられる。

### イオン電導性
イオン電導性ポリマーはイオンを電子の担体(キャリヤー)とする導電性ポリマーである。その種類の一つは、ポリエーテルやポリエチレンオキシド(PEO)などの固体電解質である。もう一つは、水や有機分子などの低分子溶媒を吸着した、あるいはこれによって可塑化されたイオン性ポリマーである。後者には、水を十分に吸着したプロトン伝導性イオン交換膜が含まれる。
固体電解質ポリマーにおいて、イオンキャリヤーの移動は高分子の緩和現象と協同的に、あるいは類似の時間尺で起こる。この協同性は、イオンと高分子との間のイオン-双極子相互作用が原因と考えられている。イオンは高分子によって強く溶媒和され、高分子に保持されたまま高分子の局所運動によって移動する。したがって、ポリマー中を移動するイオンの大きさは、裸のイオン半径に相関するというより、局所運動のセグメントの大きさに相当する。また、イオンが長距離を移動するためには高分子との間の溶媒和、および脱溶媒和過程が必要である。
固体電解質ポリマーの導電率は温度や圧力に依存し、その依存性は主にイオンの移動度の変化に起因する。ただし、伝導率変化は移動度変化というよりも、イオン会合の進行度変化とされる。固体電解質ポリマーのイオンの濃度は濃厚溶液ほどに高いためである。ポリマー中におけるゴム状態の無定形相がイオン電導を担うポリマーでは、伝導率の温度依存性は下式で表される。
{\displaystyle \sigma =(A/T^{0.5}\exp {-B/(T-T_{K})}}
ここで、AとBは定数、Tは温度である。TKはカウツマン温度であり、一般的には{\displaystyle T_{K}=T_{g}-50K}程度である。
伝導率はまたポリマーの電解質濃度にも依存し、一定温度下では伝導率は電解質濃度に対して極大を示す。

## 光学的特性
溶媒に溶解した状態の重合体は温度と組成に関わらず光を強く散乱させる。散乱光の強度は重合体溶液の分子量に比例する。このため、重合体溶液の散乱光強度の測定は、その重合体を構成する高分子の分子量分布を測定する標準的な方法として一般的に用いられている。この方法を光散乱法といい、静的光散乱法と動的光散乱法とがある。

## ポリマー素材
- 耐熱性材料
- 液晶高分子
- ポリマーアロイ
- 鎖状高分子
- 導電性材料、磁性材料、光機能材料
- 光学材料 - 光ファイバー、光ディスク
- 分離材料、分子認識材料
- 有機エレクトロルミネッセンス
- バイオマテリアル
- 高吸水性高分子
- 高分子ゲル